# Cheryl Studer
Cheryl Studer (Midland, 24 ottobre 1955) è un soprano statunitense.

## Biografia

### I primi studi
Giovanissima, studiò pianoforte e viola. A dodici anni, dopo l'ascolto dell'album «La Callas à Paris», decise di diventare una cantante lirica, prendendo lezioni di canto nella sua città natale e poi nel Conservatorio di Oberlin, presso Cleveland. Con il trasferimento della famiglia nel Tennessee, continuò gli studi all'Università di Knoxville.
Fu notata nel 1975 dal maestro Leonard Bernstein, che le offrì una borsa di studio triennale per studiare con Phyllis Curtin nel Centro musicale Berkshire, a Tanglewood, dove debuttò nel 1976 nella Passione secondo Matteo di Bach con l'Orchestra sinfonica di Boston diretta da Seiji Ozawa, il quale la invitò a partecipare a una serie di concerti nella Symphony Hall durante la stagione 1978-1979. Nel 1978 fece la sua prima apparizione per il Metropolitan Opera House di New York nel National Council Concert.
Nell'estate del 1979 s'iscrisse all'Istituto Schubert di Baden, presso Vienna, seguendo un corso per studenti stranieri dell'arte del Lied; tra i suoi maestri erano Irmgard Seefried, Brigitte Fassbaender e Hans Hotter, che la convinse a trattenersi in Austria per studiare nella Hochschule für Musik und darstellende Kunst di Vienna.

### La carriera internazionale
L'anno dopo, il maestro Wolfgang Sawallisch le offrì un contratto come membro permanente dell'Opera di Stato di Monaco di Baviera, che lasciò nel 1982 per far parte del Teatro statale di Darmstadt, passando nel 1984 nella Deutsche Oper di Berlino.
Debuttò negli Stati Uniti nel ruolo di Micaela nella Carmen di Bizet nel 1984 con l'Opera Lirica di Chicago. Un successo internazionale fu la sua interpretazione di Elisabeth nel Tannhäuser di Wagner al Festival di Bayreuth del 1985, diretta da Giuseppe Sinopoli.
Soprano molto versatile, ha da allora cantato nei maggiori teatri del mondo: nel Gran Teatre del Liceu di Barcellona, nel 1986 come Freia, ne L'oro del Reno, nello stesso anno all'Opéra de Paris come Pamina ne Il flauto magico, nel 1986 a San Francisco come Eva ne I maestri cantori di Norimberga, al Covent Garden nel 1987 come Elisabeth, a La Scala nel 1987 come Donna Anna nel Don Giovanni di Mozart, nel 1989 come Chrysothemis nell'Elektra di Richard Strauss sia all'Opera di Vienna che nel Festival di Salisburgo.
Al suo attivo due inaugurazioni di stagione alla Scala con Riccardo Muti: Guglielmo Tell nel 1988 e I vespri siciliani nel 1989. Con Muti alla Scala cantò in seguito anche Attila.

## Repertorio
| Ruolo                                     | Titolo                          | Autore           |
| ----------------------------------------- | ------------------------------- | ---------------- |
| Leonore                                   | Fidelio                         | Beethoven        |
| Micaela                                   | Carmen                          | Bizet            |
| Lucia Ashton                              | Lucia di Lammermoor             | Donizetti        |
| Susannah                                  | Susannah                        | Floyd            |
| Marguerite                                | Faust                           | Gounod           |
| Gertrud                                   | Hänsel und Gretel               | Humperdinck      |
| Hanna Glawari                             | Die lustige witwe               | Lehár            |
| Hérodiade                                 | Hérodiade                       | Massenet         |
| Elettra                                   | Idomeneo                        | Mozart           |
| Konstanze                                 | Die Entführung aus dem Serail   | Mozart           |
| Contessa d'Almaviva                       | Le nozze di Figaro              | Mozart           |
| Donna Anna                                | Don Giovanni                    | Mozart           |
| Konigin der Nacht Pamina                  | Die Zauberflöte                 | Mozart           |
| Giulietta                                 | Les contes d'Hoffmann           | Offenbach        |
| Madame de Croissy                         | Dialogues des Carmélites        | Poulenc          |
| Floria Tosca                              | Tosca                           | Puccini          |
| Semiramide                                | Semiramide                      | Rossini          |
| Madama Cortese                            | Il viaggio a Reims              | Rossini          |
| Matilde                                   | Guglielmo Tell                  | Rossini          |
| Florinda                                  | Fierrabras                      | Schubert         |
| Mařenka                                   | Prodaná nevěsta                 | Smetana          |
| Rosalinde                                 | Die Fledermaus                  | Strauss, Johann  |
| Herodias Salome                           | Salome                          | Strauss, Richard |
| Die Aufseherin Chrysothemis Die Vertraute | Elektra                         | Strauss, Richard |
| Die Feldmarschallin                       | Der Rosenkavalier               | Strauss, Richard |
| Primadonna/Ariadne                        | Ariadne auf Naxos               | Strauss, Richard |
| Die Kaiserin                              | Die Frau ohne Schatten          | Strauss, Richard |
| Adelaide Arabella                         | Arabella                        | Strauss, Richard |
| Die Gräfin                                | Capriccio                       | Strauss, Richard |
| Odabella                                  | Attila                          | Verdi            |
| Gilda                                     | Rigoletto                       | Verdi            |
| Leonora                                   | Il trovatore                    | Verdi            |
| Violetta Valery                           | La traviata                     | Verdi            |
| Duchessa Elena                            | I vespri siciliani              | Verdi            |
| Aida                                      | Aida                            | Verdi            |
| Desdemona                                 | Otello                          | Verdi            |
| Drolla                                    | Die Feen                        | Wagner           |
| Irene                                     | Rienzi                          | Wagner           |
| Senta                                     | Der fliegende Holländer         | Wagner           |
| Elisabeth                                 | Tannhäuser                      | Wagner           |
| Elsa von Brabant                          | Lohengrin                       | Wagner           |
| Freia                                     | Das Rheingold                   | Wagner           |
| Helmwige Ortlinde Sieglinde               | Die Walküre                     | Wagner           |
| Gutrune                                   | Götterdämmerung                 | Wagner           |
| Isolde                                    | Tristan und Isolde              | Wagner           |
| Eva                                       | Die Meistersinger von Nürnberg) | Wagner           |
| Kundry                                    | Parsifal                        | Wagner           |
| Agathe                                    | Der Freischütz                  | Weber            |
| Euryanthe                                 | Euryanthe                       | Weber            |
| Zofen I                                   | Der Zwerg                       | Zemlinsky        |

## Discografia parziale
| Anno | Titolo Ruolo                           | Cast                                                  | Direttore           | Casa                |
| ---- | -------------------------------------- | ----------------------------------------------------- | ------------------- | ------------------- |
| 1980 | Die Walküre Ortlinde                   | Jeannine Altmeyer, Siegfried Jerusalem, Jessye Norman | Marek Janowski      | RCA                 |
| 1988 | Die Frau ohne Schatten Die Kaiserin    | René Kollo, Hanna Schwarz, Ute Vinzing                | Wolfgang Sawallisch | EMI                 |
|      | Tannhäuser Elisabeth                   | Plácido Domingo, Agnes Baltsa, Matti Salminen         | Giuseppe Sinopoli   | Deutsche Grammophon |
|      | Die Walküre Sieglinde                  | Éva Marton, Reiner Golberg, James Morris              | Bernard Haitink     | EMI                 |
|      | Götterdämmerung Gutrune                | Hildegard Behrens, Reiner Goldberg, Bernd Weikl       | James Levine        | Deutsche Grammophon |
| 1989 | Les contes d'Hoffmann Giulietta        | Francisco Araiza, Samuel Ramey, Jessye Norman         | Jeffrey Tate        | Philips             |
|      | Attila Odabella                        | Samuel Ramey, Giorgio Zancanaro, Neil Shicoff         | Riccardo Muti       | EMI                 |
|      | Die Zauberflöte Konigin der Nacht      | Francisco Araiza, Kiri Te Kanawa, Samuel Ramey        | Neville Marriner    | Philips             |
| 1990 | Lucia di Lammermoor Miss Lucia Ashton  | Placido Domingo, Juan Pons, Samuel Ramey              | Ion Marin           | Deutsche Grammophon |
|      | Salome                                 | Bryn Terfel, Leonie Rysanek, Clemens Bieber           | Giuseppe Sinopoli   | Deutsche Grammophon |
|      | Don Giovanni Donna Anna                | William Shimell, Carol Vaness, Samuel Ramey           | Riccardo Muti       | EMI                 |
| 1991 | La traviata Violetta Valery            | Luciano Pavarotti, Juan Pons                          | James Levine        | Deutsche Grammophon |
|      | Faust Marguerite                       | Richard Leech, José van Dam, Thomas Hampson           | Michel Plasson      | EMI                 |
|      | Lohengrin Elsa von Brabant             | Siegfried Jerusalem, Waltraud Meier, Kurt Moll        | Claudio Abbado      | Deutsche Grammophon |
|      | Der fliegende Holländer Senta          | Bernd Weikl, Placido Domingo, Hans Sotin              | Giuseppe Sinopoli   | Deutsche Grammophon |
| 1992 | Semiramide                             | Jennifer Larmore, Samuel Ramey, Frank Lopardo         | Ion Marin           | Deutsche Grammophon |
| 1993 | Die Meistersinger von Nurnberg Eva     | Bernd Weikl, Ben Heppner, Kurt Moll                   | Wolfgang Sawallisch | EMI                 |
|      | Rigoletto Gilda                        | Vladimir Černov, Luciano Pavarotti                    | James Levine        | Deutsche Grammophon |
|      | Otello Desdemona                       | Placido Domingo, Sergej Leiferkus                     | Chung Myung-whun    | Deutsche Grammophon |
| 1994 | Le nozze di Figaro Contessa d'Almaviva | Lucio Gallo, Sylvia McNair, Cecilia Bartoli           | Claudio Abbado      | Deutsche Grammophon |

## DVD & BLU-RAY
- Strauss, R., Donna senz'ombra - Solti/Moser/Studer/Marton, regia Götz Friedrich 1992 Decca
- Verdi, I vespri siciliani - Cheryl Studer/Chris Merritt/Giorgio Zancanaro/Ferruccio Furlanetto/Coro e Orchestra del Teatro alla Scala di Milano/Riccardo Muti, regia di Pier Luigi Pizzi, 1989 Opus Arte
- Wagner, Lohengrin - Schneider/Frey/Studer/Schnaut, regia Werner Herzog 1991 Deutsche Grammophon
- Strauss, Elektra - Studer/Eva Marton/Brigitte Fassbaender/Franz Grundheber/James King/Wiener Staatsoper/Claudio Abbado/1989